# Drumming Song
Drumming Song è un singolo del gruppo musicale britannico Florence and the Machine, il quinto estratto dall'album in studio di debutto Lungs e pubblicato il 13 settembre 2009.
È inoltre il secondo singolo della band più trasmesso da BBC Radio 1, ed il quarto consecutivo ad entrare nella top 75 della Official Singles Chart.
Il singolo contiene anche una traccia b-side, intitolata Falling, presente esclusivamente nell'edizione Deluxe di Lungs.

## Composizione
Drumming Song è caratterizzato dalla collaborazione strumentale di tamburi, organo, basso, pianoforte, violino, viola, violoncello ed arpa; James Ford, produttore e coautore del brano, è accreditato come suonatore di organo, basso tamburi e pianoforte. Le voci femminili di sottofondo appartengono a Ladonna Hartley-Peters e Victoria Alkinlola.

## Tracce
1. Drumming Song – 3:43
2. Drumming Song (Acoustic) – 3:51
3. Drumming Song (Boy 8-Bit Remix) – 6:31
4. Drumming Song (Jack Beats Remix) – 5:04
5. Rabbit Heart (Raise It Up) (Acoustic) – 3:52

## Video
Il video musicale di Drumming Song è stato candidato come «Best Music Video» ai britannici Q Awards, svoltisi il 25 ottobre 2009. Esso è ambientato nelle stanze di un monastero che ospita un ampio colonnato, lucenti lampadari pendenti dal soffitto e vetrate dipinte. In questo ambiente, Florence Welch è dapprima colta mentre, distesa sul pavimento, sussulta a ritmo della melodia.